# Francis Joseph Flynn
Francis Joseph Flynn, conocido como General Mite, (Greene, Nueva York, 6 de octubre de 1864-Broken Hill, Nueva Gales del Sur, Australia, 5 de octubre de 1898) fue un enano estadounidense que se exhibió en teatros y espectáculos de rarezas a finales del siglo XIX.

## Biografía
Flynn nació el 6 de octubre de 1864 en Greene, Nueva York, hijo de Edward Finnion Flynn y Mary Ann Flynn y hermano mayor de Alice Flynn, los tres de estatura común. En 1876 fue presentado en la Exposición del Centenario en Filadelfia, donde fue exhibido junto a la igualmente diminuta enana mexicana Lucía Zárate.
En la década de 1880 ambos fueron contratados por P. T. Barnum, actuando juntos. Hubo incluso algún rumor de que habían contraído matrimonio pero Flynn solo fue casado de verdad en 1884, con otra enana proporcionada, Millie Edwards (1877-1919) en Mánchester, Inglaterra, en una elaborada ceremonia. La boda fue ampliamente publicitada. Desde entonces, los cónyuges serían exhibidos por sus padres como "Los auténticos enanos americanos", pues también se aseguraba que ella había nacido en Michigan, y "General Mite y Señora Mite". Millie en realidad había nacido en Grantham, Lincolnshire como la primera hija de Thomas y Agnes, unos humildes jornaleros que luego tuvieron varios hijos más de talla normal. Con cuatro años fue descubierta por un promotor que la llevó a Londres asegurando que tenía siete. Mientras los artistas del espectáculo se solían quitar años, los representantes de enanos a veces añadían años a sus representados para que parecieran todavía más pequeños. Fue presentada a la reina Victoria y al príncipe de Gales. Fue comprometida en 1884 con el General Mite y legalmente casada afirmándose que tenía diecisiete años. Realizaron extensas giras por Europa y América antes de que en 1890, Flynn y Edwards se instalaron en Australia. Después de varias giras por el país y Nueva Zelanda, Flynn murió en su casa en Broken Hill, Nueva Gales del Sur,el 5 de octubre de 1898, un día antes de su 34.º cumpleaños, por problemas renales.
La viuda se retiró con sus padres a una granja que habían comprado en Christchurch, Nueva Zelanda pero desde 1906 volvió a realizar giras por Australia, Nueva Zelanda y Extremo Oriente. Murió el 16 de diciembre de 1919 por un infarto mientras paseaba con una amiga y fue enterrada en el Bromley Cemetery.

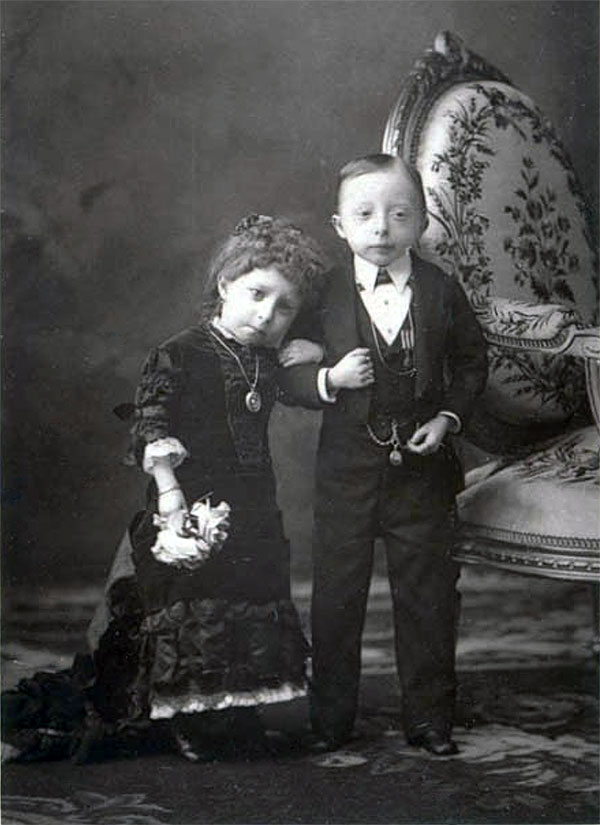
Millie Edwards y Francis Flynn.